# 比金區
比金區（俄语：Бики́нский райо́н）是俄羅斯远东联邦管区哈巴羅夫斯克邊疆區下辖的区，行政中心为比金。该区面積2,482.76平方公里，2019年人口22,135，人口密度每平方公里8.9人。